# 23115 Valcourt
23115 Valcourt este un asteroid din centura principală de asteroizi.

## Descriere
23115 Valcourt este un asteroid din centura principală de asteroizi. A fost descoperit pe 3 ianuarie 2000 la Socorro, New Mexico, în cadrul proiectului LINEAR. Asteroidul prezintă o orbită caracterizată de o semiaxă mare de 3,19 ua, o excentricitate de 0,18 și o înclinație de 5,1° în raport cu ecliptica.